# Lukas Cormier
Lukas Cormier (Sainte-Marie-De-Kent, Nuevo Brunswick, 27 de marzo de 2002) es un jugador profesional canadiense de hockey sobre hielo que se desempeña en la posición de defensor izquierdo en Vegas Golden Knights, equipo de la National Hockey League (NHL).

## Carrera
Fue seleccionado en la tercera ronda en la NHL Entry Draft de 2020. En 2023 hizo su debut profesional con el equipo Vegas Golden Knights, donde lleva jugando una temporada.